# 9. група хемијских елемената
9. група хемијских елемената је једна од 18 група у периодном систему елемената. У овој групи се налазе:
- Кобалт
- родијум
- Иридијум
- Митнеријум

Сва четири елемента ове групе су прелазни метали. Кобалт, родијум и Иридијум се јављају у природи а Митнеријум је вештачки добијен. Атомске масе ових елемената крећу се између 58,93 и 268,1.
Ова група носи назив и VIIIB група хемијских елемената